# Enrique Molina (actor)
Enrique Molina (Bauta, 31 de octubre de 1943-La Habana, 3 de septiembre de 2021) fue un actor cubano de cine, teatro, radio y televisión.

## Biografía
Nació el 31 de octubre de 1943 en el municipio de Bauta, para luego trasladarse a Santiago de Cuba donde comenzó su carrera artística en 1963.
Murió en La Habana el 3 de septiembre de 2021, producto de haber contraído COVID-19. Tenía setenta y siete años.

## Filmografía
- Sonidos del Amanecer (Cortometraje - 2020)
- Antes que llegue el ferry (2018)
- Sucedió en el cielo (Cortometraje - 2018)
- Los buenos demonios (2018)
- Cuatro estaciones en La Habana (Miniserie de TV - 2016)
- Vientos de la Habana (2016)
- La cosa humana (2016)
- Isola Margherita (Miniserie de TV - 2015)
- Contigo pan y cebolla (2014)
- Esther en alguna parte (2013)
- Day of the Flowers (2012)
- Amor crónico (2012)
- Club Habana (2010)
- Acorazado (2010)
- Lisanka (2010)
- Efecto dominó (Cortometraje - 2010)
- El cuerno de la abundancia (2008)
- Cuando la verdad despierta (2007)
- Mañana (2007)
- Páginas del diario de Mauricio (2006)
- El Benny (2006)
- El último vagón (Cortometraje - 2006))
- 90 millas (2005)
- ¿La vida en rosa? (2004)
- En tres y dos (2004)
- Concurso (Cortometraje - 2002))
- Video de familia (2001)
- ¿Quién eres tú? (Cortometraje - 2001)
- Hacerse el sueco (2001)
- Un paraíso bajo las estrellas (2000)
- Kleines Tropicana - Tropicanita (1997)
- Tierra brava (Serie de TV - 1997)
- Derecho de asilo (1993)
- Caravana (1992)
- El Encanto del Regreso (1991)
- Alicia en el pueblo de Maravillas (1991)
- Hello Hemingway (1990)
- Una novia para David (1985)
- La segunda hora de Esteban Zayas (1984)
- El hombre de Maisinicú (1973)

## Distinciones
- Premio Nacional de Televisión (Instituto Cubano de Radio y Televisión; Cuba, 2020)
- Premio ACTUAR por la Obra de la Vida (Agencia Artística de Artes Escénicas; Cuba, 2018)
- Mejor Actor extranjero (Festival del Gallo de Oro y las Cien Flores; China, 2014 y 2016)